# Badr Kachani
Badr Kachani (arab. بدر كاشاني, ur. 2 stycznia 1990) – marokański piłkarz, grający jako napastnik w Al Manar SC.

## Klub

### FUS Rabat
Zaczynał karierę w FUS Rabat.
W sezonie 2011/2012 (pierwszym w bazie Transfermarkt) zagrał 22 mecze, strzelił 9 bramek i miał 4 asysty.

### Raja Casablanca
16 czerwca 2012 roku przeniósł się do Raja Casablanca. W tym zespole zadebiutował 23 września 2012 roku w meczu przeciwko Raja Beni Mellal (wygrana 0:1). Na boisku pojawił się w 75. minucie, zastąpił Mouhssine Iajoura. Pierwszą asystę zaliczył 24 lutego 2013 roku w meczu przeciwko Wydad Fès (zwycięstwo 2:1). Asystował przy bramce Abdelmajida Dine w 83. minucie. Pierwszego gola strzelił 23 marca 2013 w meczu przeciwko Olympic Safi (wygrana 1:2). Do siatki trafił w 93. minucie. Zagrał jeden mecz (dwie minuty) na Klubowych Mistrzostwach Świata 2013. Ponadto zdobył mistrzostwo Maroka w sezonie 2012/2013.

### Al-Orooba
18 stycznia 2014 roku został zawodnikiem emirackiego Al-Orooba.

### Olympic Safi
16 września 2014 roku powrócił do Maroka, podpisując kontrakt z Olympic Safi. W tym zespole debiut zaliczył 27 września 2014 roku w meczu przeciwko Moghreb Tétouan (porażka 0:2). Pojawił się w 89. minucie, zmienił Yahię Attiyat Allaha. W sumie zagrał 5 meczów.

### KAC Kénitra
20 grudnia 2014 roku został zawodnikiem KAC Kénitra. W tym klubie po raz pierwszy wystąpił 28 grudnia 2014 roku w meczu przeciwko Ittihad Khémisset (wygrana 3:4). W debiucie strzelił gola i asystował. Najpierw asystował przy bramce Abderrahima Abarbache w 22. minucie, a następnie trafił do siatki w 54. minucie. Łącznie zagrał 16 meczów, strzelił 5 bramek i miał asystę.

### Ittihad Tanger
8 lipca 2015 roku przeniósł się do Ittihadu Tanger. W tym klubie debiut zaliczył 5 września 2015 roku w meczu przeciwko Maghreb Fez (wygrana 1:0). Grał 82 minuty, zmienił go Abdelali Aboubi. Pierwsze gole strzelił 11 października 2015 roku w meczu przeciwko FAR Rabat (1:2). Do siatki trafiał w 7. i 45. minucie. Pierwszą asystę zaliczył 7 listopada 2015 roku w meczu przeciwko Difaâ El Jadida (1:1). Asystował przy bramce Abdelghani Mouaouiego w 7. minucie. Łącznie zagrał 18 meczów, strzelił 4 gole i miał 2 asysty.

### Renaissance Berkane
12 sierpnia 2016 roku podpisał kontakt z Renaissance Berkane. W tym klubie debiut zaliczył 18 września 2016 roku w meczu przeciwko Kawkab Marrakesz (zwycięstwo 3:0). W debiucie strzelił gola i zaliczyła asystę. Gola strzelił w 64. minucie, a asystował 10 minut później przy golu Abdelhadiego Halhoula. Łącznie zagrał 18 meczów, strzelił 5 goli i miał asystę.

### Hassania Agadir
10 lipca 2017 roku został zawodnikiem Hassanii Agadir. W tym zespole debiut zaliczył 17 września 2017 roku w meczu przeciwko Renaissance Berkane (wygrana 3:0).  W debiucie strzelił gola – do siatki trafił w 19. minucie. Pierwszą asystę zaliczył 2 grudnia 2017 roku w meczu przeciwko Chabab Atlas Khénifra (wygrana 1:5). Asystował przy bramce Abdelaliego El Khanboubiego w 8. minucie, ponadto strzelił dwa gole. Łącznie zagrał 32 mecze, strzelił 6 goli i miał 2 asysty.

### Dalsza kariera
1 lipca 2019 roku przeniósł się do Haras El-Hodood. 19 września 2019 roku wrócił do Maroka, podpisując kontrakt z AS Salé. 1 lipca 2021 roku został zawodnikiem Samarra SC. 26 października 2022 roku został graczem Al Manar SC.